# فرخک
فرخک، روستایی از توابع بخش مرکزی شهرستان نیشابور در استان خراسان رضوی ایران است. این روستا در مجاورت جنوب-غربی اردوگاه باغرود قرار دارد.

## جمعیت
این روستا در دهستان فضل قرار دارد و براساس سرشماری مرکز آمار ایران در سال ۱۳۸۵، جمعیت آن ۱٬۴۳۴ نفر (۴۰۵خانوار) بوده‌است.